# Christoph Lahausen
Christoph Lahausen (* im 16. Jahrhundert in Siegburg; † Mai 1662 in Osnabrück) war ein deutscher Jurist und Gesandter für die von Schweden besetzte Grafschaft Oberstein-Falkenstein und die Abtei Siegburg zu den Verhandlungen, die 1648 zum Westfälischen Frieden geführt haben. 

## Leben
Nach dem Studium der Rechtswissenschaften erwarb Christoph Lahausen den Grad Doktor beider Rechte und wurde 1629 Landsyndikus. 1631 wurde er zum Stadtrichter in Osnabrück und später dort auch zum Bürgermeister ernannt.
1644 war er Gesandter für die Grafschaft Oberstein-Falkenstein und für die Abtei Siegburg zu den Verhandlungen in Münster und Osnabrück, die 1648 zum Westfälischen Frieden geführt haben. 
Vom 9. März 1652 bis zu seinem Tod im Mai 1662 war er bischöflicher Rat und Kanzler des Osnabrücker Fürstbischofs Franz Wilhelm von Wartenberg.